# Arie Scheygrond
Arie Scheygrond (Gouda, 9 februari 1905 - Gouda, 17 februari 1996) was bioloog, docent en historicus.

## Biografie
Scheygrond werd in 1905 geboren in Gouda als zoon van de onderwijzer Jan Scheygrond en Antonia Margrieta van Tilburg. Hij volgde daar de H.B.S en ging vervolgens dierkunde studeren aan de rijksuniversiteit van Utrecht. In 1929 behaalde hij aldaar zijn doctoraalexamen en promoveerde twee jaar later op een onderzoek in het plantendek van de Krimpenerwaard. Na als docent werkzaam te zijn geweest in Hengelo en Zwolle kreeg hij in 1934 een aanstelling in zijn geboortestad Gouda, resp. bij het Coornhert Gymnasium en de rijks-H.B.S. Daar bleef hij werken totdat hij begin jaren '70 met pensioen ging. Na zijn pensioen hield hij onder meer bezig met de bescherming van de orang-oetans op Sumatra.

### Scheygrond de bioloog
Scheygrond heeft veel publicaties op zijn naam staan op zijn vakgebied: de biologie. Zo zag onder zijn supervisie in 1972 de Nederlandstalige editie van Reader's Digest grote geïllustreerde dierenatlas het licht, die werd uitgegeven in samenwerking met het Wereld Natuur Fonds Nederland (WNF-Nederland). Hij was medewerker en redacteur van de Winkler Prins Encyclopedie met zoogdieren als specifiek aandachtsveld. Voor NRC-Handelsblad was hij van 1949 tot 1970 de vaste medewerker voor biologische onderwerpen. Dezelfde functie vervulde hij ook voor de Goudsche Courant. Samen met Marius Anton IJsseling schreef hij diverse lesboeken voor het middelbaar onderwijs waaronder het uit acht delen bestaande Hoofdzaken der biologie, dat vele malen werd herdrukt. Beiden schreven ook De zoogdieren van Nederland en Wat is dat voor een dier?, werken die eveneens meerdere malen werden herdrukt. Scheygrond was van 1970 tot 1978 eindredacteur van Panda, het maandblad van WNF-Nederland. Voor de Tweede Wereldoorlog ijverde hij zeer voor het behoud van de Reeuwijkse en Sluipwijkse plassen, een - in zijn ogen - uniek natuurgebied, dat niet behoorde te worden ingepolderd, zoals het voornemen was. De acties van onder anderen Scheygrond hadden succes: de voorgenomen inpoldering is niet doorgegaan. In 1952 nam hij het initiatief tot de oprichting van de Vereniging voor Zoogdierkunde en Zoogdierbescherming. Hij zou later erelid van deze vereniging worden. Op provinciaal niveau was Scheygrond veertig jaar bestuurslid van het Zuid-Hollands Landschap. Op zijn initiatief werd in 1936 de eendenkooi in Berkenwoude door het Zuid-Hollands Landschap aangekocht, het eerste gebied dat deze natuurbeschermingsorganisatie wist te verwerven. Ook was hij bestuurslid van Koninklijke Rotterdamse Diergaarde en voorzitter van de Vereniging Vrienden van Blijdorp. Van deze vereniging werd hij benoemd tot het eerste erelid. Vanwege zijn verdiensten op het gebied van de natuurbescherming in Gouda en omstreken — zoals bijvoorbeeld de Krimpenerwaard — werd hij in 1977 benoemd tot ereburger van Gouda.

### Scheygrond de historicus
Voor de geschiedbeschrijving van Gouda heeft hij een bijzondere rol vervuld. In 1952 schonk hij het eerste exemplaar van de onder zijn leiding samengestelde publicatie over het Goudse stadhuis aan de toenmalige koningin Juliana ter gelegenheid van de heropening van het stadhuis na een jarenlange restauratie. Van zijn hand verschenen twee - nog altijd intensief geraadpleegde - geïllustreerde straatnaamboeken. In 1979 verscheen “Goudsche straatnamen”, gevolgd in 1981 door “De namen der Goudse straten, wijken, bruggen, sluizen, waterlopen en poorten”. Hij publiceerde een groot aantal artikelen in diverse kranten en tijdschriften over historische Goudse aangelegenheden. Een deel van deze artikelen was gewijd aan de ontwikkeling van het landschap in de regio Gouda. Daarnaast publiceerde hij over het Goudse erfgoed zoals de Goudse glazen en over de geschiedenis van het middelbaar onderwijs in Gouda. Hij portretteerde in zijn biografische artikelen Gouwenaars, die zich verdienstelijk hadden gemaakt voor de stad.
Minder succes had zijn verzet tegen de demping van een aantal grachten in zijn woonplaats Gouda. Grachten als de Nieuwehaven, Achter de Vischmarkt, Raam en Nonnenwater werden gedempt en daarmee werd - naar zijn mening - de zo kenmerkende grachtenstructuur van Gouda ernstig aangetast. Inmiddels zijn er echter weer plannen om het Nonnenwater opnieuw open te graven. Het bestemmingsplan is daartoe gewijzigd, maar de financiering is een nog niet opgelost knelpunt.

### Overig
Voorts was Scheygrond ook bestuurlijk actief onder andere binnen historische organisaties in Gouda en ten behoeve van de “Goudse Glazen” in de St. Janskerk. De oudheidkundige kring en de roei- en zeilvereniging in Gouda beloonden hem voor zijn bestuurlijke activiteiten met het erelidmaatschap.
Scheygrond overleed in 1996 op 91-jarige leeftijd. Hij werd begraven in zijn woonplaats Gouda.

## Onderscheidingen
Scheygrond ontving uit handen van Prins Bernard een onderscheiding van het World Wildlife Fund. In 1967 werd hij benoemd tot Ridder in de Orde van Oranje Nassau. Daarnaast was hij ereburger van Gouda. In Gouda werd in 2017 het Scheygrondplantsoen in de wijk Westergouwe naar hem genoemd. In Reeuwijk is de Doctor A. Scheygrondlaan naar hem genoemd.

## Scheygrondprijs
Sinds 1992 reikt de Zoogdiervereniging met enige regelmaat de naar hem genoemde "Dr. A. Scheygrondprijs" uit aan een of meer personen die zich verdienstelijk hebben gemaakt voor de zoogdierkunde en de zoogdierbescherming.